# Список островів Аргентини

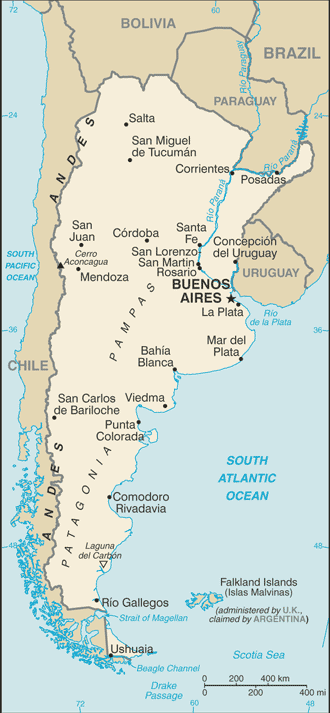
Карта Аргентини

Найбільшою острівною територією Аргентини є східна частина острова Ісла-Гранде, найбільшого в архіпелазі Вогняна Земля. Острів загальною площею 47992 км2 поділений між Чилі та Аргентиною, остання займає на ньому площа 18507 км2. У тому ж архіпелазі Аргентині належить великий острів Естадос. Крім цього країна заявляє територіальні претензії на Фолклендські (Мальвінські) острови, а також претендує на Південні Сандвічеві острови і острів Південна Джорджія. В Антарктиді Аргентина заявляє свої права на Південні Оркнейські і Південні Шетландські острови.
Нижче наведено перелік найбільших островів Аргентини за версією Національного географічного інституту Аргентини, з яких загальновизнано територіальну належність тільки островів Естадос і Тринідад. Всі перелічені острови, крім Тринідаду, територіально належать до провінції Вогняна Земля.
| Назва (укр.)      | Назва (ісп.)        | Розташування                | Площа, км2 |
| ----------------- | ------------------- | --------------------------- | ---------- |
| Східний Фолкленд  | Isla Soledad        | Фолклендські острови        | 6353       |
| Західний Фолкленд | Isla Gran Malvina   | Фолклендські острови        | 4377       |
| Південна Джорджія | Isla San Pedro      | Південна Джорджія           | 3529       |
| Естадос           | Isla de los Estados | Вогняна Земля               | 520        |
| Ведделл           | Isla San José       | Фолклендські острови        | 258        |
| Тринідад          | Isla Trinidad       | Провінція Буенос-Айрес      | 207        |
| Пеббл             | Isla Borbón         | Фолклендські острови        | 110        |
| Монтаг'ю          | Isla Jorge          | Південні Сандвічеві острови | 110        |
| Сондерс           | Isla Trinidad       | Фолклендські острови        | 106        |
| Лайвлі            | Isla Bougainville   | Фолклендські острови        | 59         |
| Спідвелл          | Isla Águila         | Фолклендські острови        | 51         |
| Бристоль          | Isla Blanco         | Південні Сандвічеві острови | 46         |
| Сондерс           | Isla Saunders       | Південні Сандвічеві острови | 40         |